# Al Qarya as Suwaydiya
Al Qarya as Suwaydiya, en arabe : القرية مثل السويدية, est un village du gouvernorat de Rafah en Palestine. Il est situé à proximité de la frontière entre l'Égypte et la bande de Gaza.
La localité compte une population de 1 300 habitants en 2023.